# 福山古墳ロード
福山古墳ロード（ふくやまこふんロード）は、広島県福山市駅家町から加茂町にかけての古墳を中心とした史跡を廻るコースである。2006年に服部Aコース、2008年に服部Bコース、服部Cコースが整備されている。

## 概要
福山古墳ロードは2005年に福山市の公募した「ふくやまの魅力づくり事業」に対して地元郷土史団体「備陽史探訪の会」が提案し採用されたもので、近田駅を基点に神辺平野北部に位置する駅家町から加茂町にかけて数多く存在する古墳、その他史跡を「古代散策の小道」として探索コースに設定するものである。整備は福山市教育委員会の委託のもと備陽史探訪の会が主体となり行ない、2006年に近田駅から服部大池までの8地点を廻る服部Aコースが完成、2008年に服部大池から猪の子古墳の12地点を廻る服部Bコースおよび服部大池から北塚古墳の8地点を廻るCコースが完成した。
なお、2009年度に福山市西部の「赤坂津之郷コース」を整備する予定となっていたが、2020年現在事業は動いていない。

## 服部Aコース
全長3.3km、探索時間2～3時間
1. 近田駅
2. 最明寺跡
3. 二子塚古墳
4. 池ノ内遺跡
5. 宝塚古墳
6. 最明寺
7. 権現古墳
8. お糸の像
9. 服部大池
10. 近田駅

## 服部Bコース
全長6.3km、探索時間3～4時間
1. 近田駅
2. 服部大池
3. 門田朴斎の墓
4. 須佐能表神社
5. 門田屋敷
6. 山の神古墳
7. 法成寺八幡神社
8. 小糸城跡
9. 掛迫第6号古墳
10. 掛迫城跡
11. 粟塚古墳の丘
12. 駅家東第二公園
13. 猪の子古墳

## 服部Cコース
全長4.3km、探索時間2～4時間
1. 近田駅
2. 服部大池
3. 刈山第1号古墳
4. 大迫古墳
5. 椋山城跡
6. 市場廃寺跡
7. 服部八幡神社
8. 北塚古墳
9. 泉山城跡